# Білопіль (заказник)
Білопіль — ботанічний заказник місцевого значення. Об'єкт розташований на території Кропивницького району Кіровоградської області, поблизу с. Білопіль.
Площа — 53,5 га, статус отриманий у 1989 році.